# 康恩河
康恩河（英語：Conne River）是加拿大紐芬蘭與拉布拉多省纽芬兰岛上的一条河流，位于首都渥太华以东1,500 公里。有一个加拿大第一民族部落曾以此为名称，后改为“Miawpukek”。